# Fantastic Dizzy
Fantastic Dizzy — компьютерная игра в жанре графический квест, разработанная братьями Оливерами и выпущенная компанией Codemasters для платформы NES в 1991 году. Позже она была портирована на ряд платформ, включая Sega Mega Drive и DOS. За пределами Европы известна под названием The Fantastic Adventures of Dizzy (рус. Фантастические приключения Диззи).

## Игровой процесс
По сюжету злой волшебник Закс похитил подружку Диззи Дейзи и наложил заклятие на сногглов. Диззи должен отправиться в поход, чтобы найти замок Закса, расположенный на облаках и положить конец его злобным чарам. Путешествие по землям Закерии достаточно опасно. Например Диззи может столкнуться с растением-пираньей. Тем не менее он может уничтожить его. Также Диззи может употреблять фрукты, повышающие здоровье. Цель Диззи — выяснить как использовать предметы, которые он найдет. Предметы можно получать в том числе и от сногглов. Также Диззи может получать от них подсказки. В игре присутствуют мини-игры. Среди них головоломка-пятнашки на время, поездка на вагонетках в руднике и путешествие по бурной реке.
В игре присутствуют следующие локации: деревня, расположенная на деревьях, шахта, город Келдор, пиратский корабль, замок, луга, бухта Карбер, гробница и замок Закса, расположенный на облаках. Скроллинг в игре обычно проходит по-горизонтали, хотя скроллинг в некоторых мини-играх или локациях может проходить по вертикали. Также в ней присутствует смена дня и ночи. По всей карте расположены магические звезды. Для того, чтобы попасть в замок Закса необходимо собрать 100 или 250 звезд в зависимости от версии игры. Хотя большинство звезд доступно в обычных местах игры, некоторые из них находятся внутри мини-игр, что заставляет игрока проходить их столько раз, сколько необходимо для получения всех звезд. Если игрок попытается добраться до башни Закса при недостаточном количестве звезд, то при попытке открыть дверь в башню Диззи ударит электрическим током.
В игре существует индикатор повреждений. Если шкала повреждений заполнится, то Диззи теряет жизнь. В игре присутствуют все 16 персонажей серии. Также присутствуют следующие персонажи: добрый волшебник Теодор, пират Блэкхарт, стражник Дворца, принц Кламси, тролль Рокварт, лепрекон Шамус и владелец магазина.

## Сюжет
До прибытия Закса земля сногглов была безопасным местом, где существа жили дружно. Они жили в деревне, расположенной в лесу и занимались добычей алмазов. Они торговали алмазами с троллями из города Келдор. Когда прибыл Закс он поселился в замке города Келдор. Однажды он вызвал к себе Дедушку Диззи для того, чтобы обсудить условия торговли алмазами. Однако Закс не собирался торговать алмазами, а собирался похитить Дедушку Диззи для того, чтобы получить за него выкуп. Стража пыталась схватить Дедушку Диззи, однако он смог убежать от них. Позже Закс с помощью троллей и древней магии стал строить замок в облаках.
Прошло время. Однажды группа из нескольких представителей молодого поколения сногглов отправилась в лес для того, чтобы найти пещеру дракона. Среди них были Диззи, Дензил, и Дора. Когда сногглы остановились на пикник они увидели, что облака стали темнеть. Друзьям стало страшно и они побежали домой. Облака стали расти и блокировать солнечный свет. Внезапно несколько птиц схватили Дейзи и понесли её к облакам. Диззи погнался за ними, но не увидел провала заброшенной шахты, упал в неё и потерял сознание. Закс выглянул из своего замка, который располагался в облаках. Он создал свое самое мощное заклинание. Очнувшись, Диззи выбрался из шахты и отправился к деревне сногглов. Когда он подошёл к деревне он увидел, что хижины, расположенные на земле были уничтожены. Диззи увидел Дедушку Диззи, который лежал на земле. Диззи помог дедушке подняться. Дедушка Диззи сказал, что на деревню напали тролли, вооруженные топорами. Все бежали, а он спрятался и стал ждать Диззи и его друзей. Диззи помог дедушке добраться до своего дома, который был не поврежден, потому что располагался высоко на деревьях. Диззи решил найти друзей. С их помощью он надеялся спасти Дейзи. Диззи сказал Дедушке Диззи оставаться дома, а сам отправился спасать Дейзи.

## Мини-игры
- Вагонетки. Диззи может путешествовать в вагонетках, которые находятся в шахте в другие места игры, собирая при этом звезды во время передвижения по рельсам. Диззи подстерегает много опасностей, включая камнепады, тупики, а также вагонетки, которые едут в противоположном направлении. Ближе к концу уровня скорость вагонетки и количество тупиков увеличиваются.
- Путешествие по реке. В некоторых версиях Fantastic Dizzy есть мини-игра, в которой Диззи должен плыть в бочке по реке, спасаясь от преследующего его тролля и избегая разных стихийных бедствий. Во время движения Диззи также должен собирать звезды. Эта мини-игра отсутствует в некоторых версиях, включая версии на Sega Mega Drive и ПК. Также она в качестве самостоятельной игры была выпущена в 1991 году под названием Dizzy down the rapids.
- Стражники замка. Эта мини-игра основана на концепции игры Operation Wolf. Диззи, вооруженный арбалетом, должен получить преимущество в 5 выстрелов по сравнению с троллями, которые находятся в замке. Однако, если тролли получают такое же преимущество, то Диззи теряет жизнь.
- Прыжки на пузырьках воздуха. Диззи должен добраться до небольшого острова, прежде чем у него закончится кислород. Для этого ему необходимо прыгать по воздушным пузырькам, которые поднимаются с морского дна, а также на платформы, которые находятся по бокам уровня. При этом, когда Диззи находится на пузырьках, они могут лопнуть. На больших пузырьках Диззи может находиться больше по времени, чем на маленьких, однако маленькие пузырьки поднимаются быстрее. Эта мини-игра в качестве самостоятельной игры была выпущена под названием Bubble Dizzy в ноябре 1990 года.
- Волшебная головоломка Теодора. Эта мини-игра в жанре пятнашек происходит на карте размером 4*4 клетки и должна быть завершена в течение определённого времени. В случае успешного решения головоломки в отведенное время Диззи получает дополнительную жизнь. По мере увеличения количества жизней сложность головоломок возрастает[2].

## Разработка
Разработка игры была завершена в сентябре 1990 года. Игру планировалось выпустить к Рождеству 1990 года, но из-за судебного разбирательства, которое вела Codemasters по поводу Game Genie, игра была выпущена только в апреле 1991 года, поэтому она не попала в период рождественских распродаж. При этом было продано только 125 тысяч копий игры вместо ожидаемых 500 тысяч. Тем не менее, она получила награду журнала Game Players в номинации «Лучшая приключенческая игра 1991 года» для платформы NES, а также награду «Выбор родителей».

## Отзывы и критика
| Иноязычные издания | Иноязычные издания |
| Издание            | Оценка             |
| ------------------ | ------------------ |
| Amiga Joker        | 62 % (Amiga)       |
| Amiga Power        | 80 % (Amiga)       |
| GamePro            | 60 % (NES)         |

Игра получила в основном средние оценки, сильно разнящиеся от платформы к платформе. Обозреватель журнала GamePro похвалил в игре геймплей, графику и звук. Также он написал, что мини-игры при прохождении являются достаточно сложными.